# Укриница
Укриница је насељено мјесто у општини Теслић, Република Српска, БиХ. Према попису становништва из 1991. у насељу је живјело 1.159 становника.

## Становништво
| Националност       | 1991.          | 1981.          | 1971.          | 1961. |
| Срби               | 1.119 (96,54%) | 1.227 (98,23%) | 1.179 (99,15%) | 1.214 |
| Југословени        | 22 (1,89%)     | 16 (1,28%)     | 1 (0,08%)      |       |
| Хрвати             | 3 (0,25%)      | 4 (0,32%)      |                |       |
| Црногорци          |                |                | 1              |       |
| остали и непознато | 15 (1,29%)     | 2 (0,16%)      | 8              | 2     |
| Укупно             | 1.159          | 1.249          | 1.189          | 1.216 |

| Демографија | Демографија | Демографија |
| Година      | Становника  | Становника  |
| ----------- | ----------- | ----------- |
| 1961.       | 1.216       |             |
| 1971.       | 1.189       |             |
| 1981.       | 1.249       |             |
| 1991.       | 1.156       |             |